# Porrhodites fenestralis
Porrhodites fenestralis är en skalbaggsart som först beskrevs av Zetterstedt 1828.  Porrhodites fenestralis ingår i släktet Porrhodites, och familjen kortvingar. Arten är reproducerande i Sverige.